# Rodolphe Cuendet

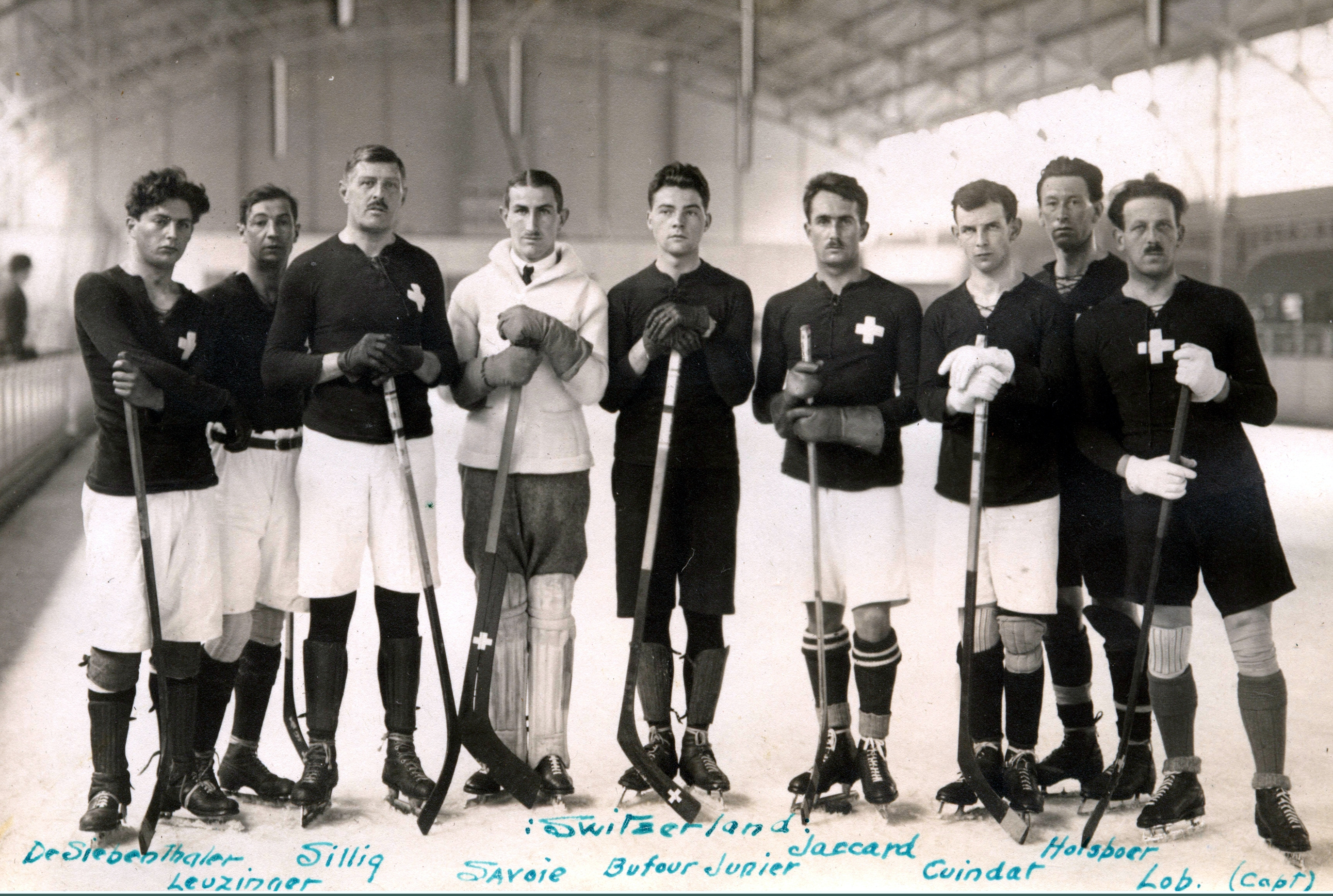
Schweizer Eishockeynationalmannschaft bei den Olympischen Sommerspielen 1920, Cuendet dritter von rechts

Rodolphe Cuendet (* 1887 in Sainte-Croix VD; † 9. Februar 1954 ebenda) war ein Schweizer Eishockeyspieler.

## Karriere
Rodolphe Cuendet begann mit dem Eishockeysport 1910 beim HC Florissant, dem ersten Eishockeyverein in Genf. 1913 wechselte er zum Genève-Servette HC. Dort verbrachte er seine gesamte Karriere, abgesehen von einem Intermezzo in der Saison 2017/18 beim EHC St. Moritz.
Cuendet nahm mit der Schweizer Eishockeynationalmannschaft an den Olympischen Sommerspielen 1920 in Antwerpen teil und kam bei zwei Partien – dem Viertelfinalspiel gegen die USA und dem Spiel um Platz 3 gegen Schweden  – zum Einsatz.